# Peter Prevc
Peter Prevc (Kranj, 20 settembre 1992) è un ex saltatore con gli sci sloveno.
Atleta di punta della nazionale slovena negli anni 2010, nel suo palmarès figurano tra l'altro quattro medaglie olimpiche, cinque iridate, una Coppa del Mondo generale, tre Coppe del Mondo di volo e un Torneo dei quattro trampolini.

## Biografia
È figlio di Julijana e Božidar Prevc. È cresciuto con la famiglia vive nel villaggio di Dolenja Vas. Ha due fratelli e due sorelle: Entrambi i suoi fratelli, Domen e Cene, e una delle sue sorelle, Nika, sono anche saltatori. Suo padre, che possiede un'azienda di mobili ed è arbitro internazionale di salto con gli sci.

### Stagioni 2010-2011
Prevc ha esordito in Coppa del Mondo il 5 dicembre 2009 a Lillehammer, classificandosi 22º. 
Ai Mondiali juniores di Hinterzarten 2010 ha vinto due medaglie, l'argento nella gara individuale e il bronzo in quella a squadre.
Ha preso parte ai Giochi olimpici invernali di Vancouver 2010, giungendo 7° nel trampolino normale, 16° nel trampolino lungo e 8° nella gara a squadre.
Ha esordito ai Campionati mondiali ad Oslo 2011, vincendo la medaglia di bronzo nella gara a squadre dal trampolino lungo. Nel corso di quella stagione ha ottenuto anche il primo podio di Coppa del Mondo, classificandosi 3º nella gara a squadre il 19 marzo 2011 a Planica.

### Stagioni 2012-2014
Ha conquistato la prima vittoria in Coppa del Mondo il 19 febbraio 2012 nella gara a squadre disputata a Oberstdorf. L'anno successivo ha preso parte ai Mondiali di Val di Fiemme 2013, vincendo la medaglia d'argento dal trampolino grande e quella di bronzo dal trampolino normale. Il 22 marzo 2013 ha ottenuto in primo podio in una competizione individuale di Coppa del Mondo, giungendo 2º nella gara di volo disputata a Planica.
Nella stagione 2013-14 ha conquistato il primo successo individuale in Coppa del Mondo, vincendo la gara di volo il 12 gennaio 2014 a Tauplitz. Alle Olimpiadi di Soči 2014 ha vinto due medaglie, l'argento nel trampolino normale e il bronzo nel trampolino lungo, ed è giunto 5º nella gara a squadre. Ha preso parte ai Mondiali di volo di Harrachov 2014, vincendo la medaglia di bronzo nella competizione individuale. Ha concluso la stagione al secondo posto della classifica generale di Coppa del Mondo, alle spalle del polacco Kamil Stoch, ma conquistando la Coppa del Mondo di volo con gli sci.

### Stagioni 2015-2017

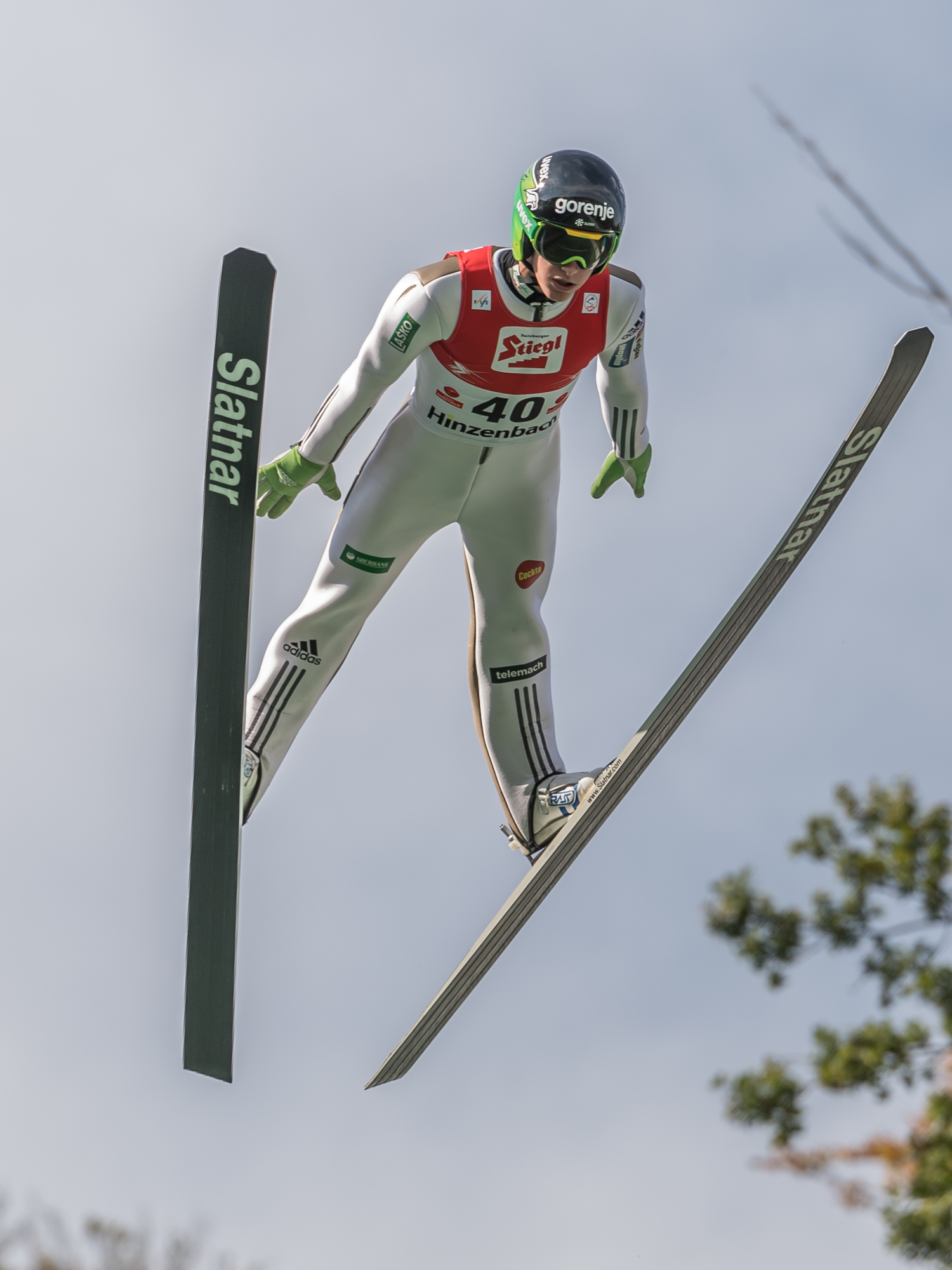
Peter Prevc in gara a Hinzenbach nel 2016

Ha preso parte Mondiali di Falun 2015, ma senza salire sul podio in alcuna gara. Al termine della stagione 2014-15 è giunto 1º in classifica generale di Coppa del Mondo a pari punti con il tedesco Severin Freund, ma la sfera di cristallo è stata assegnata al tedesco grazie al maggior numero di vittorie. Ha inoltre vinto per il secondo anno consecutivo la Coppa del Mondo di volo con gli sci. Nella tappa di Vikersund raggiunge come primo atleta nella storia i 250 metri.
Nella stagione 2015-2016 ha vinto il Torneo dei quattro trampolini, la medaglia d'oro nella gara individuale ai Mondiali di volo Tauplitz 2016, la Coppa del Mondo generale e quella di volo. Ha stabilito inoltre il nuovo record di vittorie stagionali in Coppa del Mondo (15), il record di podi stagionali (22), il record di punti in Coppa del Mondo (2303) e stabilisce il nuovo primato di differenza punti tra 1° e 2° delle generale (813 punti). L'anno dopo, ai Mondiali di Lahti 2017, si è classificato 11º nel trampolino normale, 9º nel trampolino lungo, 5º nella gara a squadre dal trampolino lungo e 4° nella gara a squadre mista dal trampolino normale.

### Stagioni 2018-2024
Ai Mondiali di volo di Oberstdorf 2018 ha vinto la medaglia d'argento nella gara a squadre ed è stato 6º nella gara individuale e ai successivi XXIII Giochi olimpici invernali di Pyeongchang 2018 si è classificato 12º nel trampolino normale, 10º nel trampolino lungo e 5º nella gara a squadre; l'anno successivo ai Mondiali di Seefeld in Tirol è stato 24º nel trampolino normale, 16º nel trampolino lungo, 6º nella gara a squadre e 4º nella gara a squadre mista, mentre a quelli di Oberstdorf 2021, sua ultima presenza iridata, si è classificato 16º nel trampolino lungo e 5º nella gara a squadre.
Ai XXIV Giochi olimpici invernali di Pechino 2022, sua ultima presenza olimpica, ha vinto la medaglia d'oro nella gara a squadre mista, quella d'argento nella gara a squadre e si è piazzato 4º nel trampolino normale e 10º nel trampolino lungo; ai successivi Mondiali di volo di Vikersund 2022 ha vinto la medaglia d'oro nella gara a squadre ed è stato 4º in quella individuale e a quelli di Tauplitz 2024 ha vinto la medaglia d'oro nella gara a squadre ed è stato 26º in quella individuale. Si è ritirato dalle competizioni il 24 marzo 2024 al termine dell'ultima tappa di Coppa del Mondo a Planica, durante la quale ha ottenuto l'ultima vittoria (nella gara individuale del 22 marzo), l'ultimo podio (2º nella gara a squadre del 23 marzo) e l'ultimo piazzamento (6º nella gara individuale del 24 marzo) in Coppa del Mondo.

## Palmarès

### Olimpiadi
- 3 medaglie:
  - 1 oro (gara a squadre mista a Pechino 2022)
  - 2 argenti (trampolino normale a Soči 2014; gara a squadre a Pechino 2022)
  - 1 bronzo (trampolino lungo a Soči 2014)

### Mondiali
- 3 medaglie:
  - 1 argento (trampolino grande a Val di Fiemme 2013)
  - 2 bronzi (gara a squadre dal trampolino lungo a Oslo 2011; trampolino normale a Val di Fiemme 2013)

### Mondiali di volo
- 5 medaglie:
  - 3 ori (individuale a Tauplitz 2016; gara a squadre a Vikersund 2022; gara a squadre a Tauplitz 2024)
  - 1 argento (gara a squadre a Oberstdorf 2018)
  - 1 bronzo (individuale a Harrachov 2014)

### Mondiali juniores
- 2 medaglie:
  - 1 argento (trampolino normale a Hinterzarten 2010)
  - 1 bronzo (gara a squadre a Hinterzarten 2010)

### Coppa del Mondo
- Vincitore della Coppa del Mondo nel 2016[7]
- Vincitore della Coppa del Mondo di volo con gli sci nel 2014, nel 2015 e nel 2016
- 93 podi (62 individuali, 31 a squadre):
  - 36 vittorie (24 individuali, 12 a squadre)
  - 29 secondi posti (23 individuali, 6 a squadre)
  - 28 terzi posti (15 individuali, 13 a squadre)

#### Coppa del Mondo - vittorie
| Data             | Località               | Nazione    | Trampolino                                                             |
| ---------------- | ---------------------- | ---------- | ---------------------------------------------------------------------- |
| 19 febbraio 2012 | Oberstdorf             | Germania   | Heini Klopfer HS213 (con Jurij Tepeš, Jure Šinkovec e Robert Kranjec)  |
| 11 gennaio 2013  | Zakopane               | Polonia    | Wielka Krokiew HS134 (con Jurij Tepeš, Robert Kranjec e Jaka Hvala)    |
| 9 febbraio 2013  | Willingen              | Germania   | Mühlenkopf HS145 (con Jurij Tepeš, Jaka Hvala e Robert Kranjec)        |
| 23 marzo 2013    | Planica                | Slovenia   | Letalnica HS215 (con Jurij Tepeš, Andraž Pograjc e Robert Kranjec)     |
| 23 novembre 2013 | Klingenthal            | Germania   | Vogtland Arena HS140 (con Jurij Tepeš, Robert Kranjec e Jaka Hvala)    |
| 12 gennaio 2014  | Tauplitz               | Austria    | Kulm HS200                                                             |
| 18 gennaio 2014  | Zakopane               | Polonia    | Wielka Krokiew HS134 (con Jurij Tepeš, Robert Kranjec e Jernej Damjan) |
| 25 gennaio 2014  | Sapporo                | Giappone   | Ōkurayama HS134                                                        |
| 23 marzo 2014    | Planica                | Slovenia   | Bloudkova velikanka HS139                                              |
| 24 gennaio 2015  | Sapporo                | Giappone   | Ōkurayama HS134                                                        |
| 31 gennaio 2015  | Willingen              | Germania   | Mühlenkopf HS145 (con Jurij Tepeš, Nejc Dežman e Jernej Damjan)        |
| 14 febbraio 2015 | Vikersund              | Norvegia   | Vikersundbakken HS225                                                  |
| 20 marzo 2015    | Planica                | Slovenia   | Letalnica HS225                                                        |
| 21 marzo 2015    | Planica                | Slovenia   | Letalnica HS225 (con Jurij Tepeš, Anže Semenič e Robert Kranjec)       |
| 13 dicembre 2015 | Nižnij Tagil           | Russia     | Aist HS134                                                             |
| 19 dicembre 2015 | Engelberg              | Svizzera   | Gross-Titlis-Schanze HS137                                             |
| 20 dicembre 2015 | Engelberg              | Svizzera   | Gross-Titlis-Schanze HS137                                             |
| 1 gennaio 2016   | Garmisch-Partenkirchen | Germania   | Große Olympiaschanze HS140                                             |
| 3 gennaio 2016   | Innsbruck              | Austria    | Bergisel HS130                                                         |
| 6 gennaio 2016   | Bischofshofen          | Austria    | Paul Ausserleitner HS140                                               |
| 10 gennaio 2016  | Willingen              | Germania   | Mühlenkopf HS145                                                       |
| 30 gennaio 2016  | Sapporo                | Giappone   | Ōkurayama HS134                                                        |
| 6 febbraio 2016  | Oslo Holmenkollen      | Norvegia   | Holmenkollen HS134 (con Jurij Tepeš, Domen Prevc e Robert Kranjec)     |
| 10 febbraio 2016 | Trondheim              | Norvegia   | Granåsen HS140                                                         |
| 13 febbraio 2016 | Vikersund              | Norvegia   | Vikersundbakken HS225                                                  |
| 14 febbraio 2016 | Vikersund              | Norvegia   | Vikersundbakken HS225                                                  |
| 27 febbraio 2016 | Almaty                 | Kazakistan | Gorney Gigant HS140                                                    |
| 28 febbraio 2016 | Almaty                 | Kazakistan | Gorney Gigant HS140                                                    |
| 17 marzo 2016    | Planica                | Slovenia   | Letalnica HS225                                                        |
| 20 marzo 2016    | Planica                | Slovenia   | Letalnica HS225                                                        |
| 11 febbraio 2017 | Sapporo                | Giappone   | Ōkurayama HS134                                                        |
| 16 marzo 2019    | Vikersund              | Norvegia   | Vikersundbakken HS240 (con Anže Semenič, Domen Prevc e Timi Zajc)      |
| 9 marzo 2020     | Lillehammer            | Norvegia   | Lysgårdsbakken HS140                                                   |
| 15 gennaio 2022  | Zakopane               | Polonia    | Wielka Krokiew HS140 (con Lovro Kos, Timi Zajc e Anže Lanišek)         |
| 26 marzo 2022    | Planica                | Slovenia   | Letalnica HS240 (con Žiga Jelar, Timi Zajc e Anže Lanišek)             |
| 22 marzo 2024    | Planica                | Slovenia   | Letalnica HS240                                                        |

#### Torneo dei quattro trampolini
- Vincitore del Torneo dei quattro trampolini nel 2016
- 8 podi di tappa[9]:
  - 3 vittorie
  - 1 secondo posto
  - 4 terzi posti